# Греческий колледж Святого Креста
Греческий колледж Святого Креста (англ. Hellenic College Holy Cross, полностью — англ. Hellenic College Holy Cross Greek Orthodox School of Theology, Греческая православная богословская школа Святого Креста, греч. Ελληνορθόδοξη Θεολογική Σχολή του Τιμίου Σταυρού) — православный гуманитарный колледж и семинария Американской архиепископии Константинопольской православной церкви, расположенная в Бруклайне, штат Массачусетс. Основан в 1937 году в Помфрете, штат Коннектикут архиепископом Афинагором (Спиру) и архимандритом Афинагором (Кавадасом). С 1947 года располагается в Бруклайне.
При создании данного учебного заведения все студенты были молодыми греками или греко-американцами, готовившимися к принятию священства. Сегодня обе школы принимают мужчин и женщин со всего мира, желающих продолжить свое образование в православной среде. Греческий колледж Святого Креста — единственный полностью аккредитованный православный христианский колледж, семинария и высшая школа теологии в Западном полушарии.

## История
Архиепископ Американский Афинагор (Спиру) вскоре после своей интронизации убедился, что в Америке нужна семинария для подготовки молодых американцев к священству. На конгрессе духовенства и мирян 1936 года он объявил, что школа откроется в следующем году в Помфрете, штат Коннектикут, в поместье, принадлежащем Архиепископии, купленном за бесценок во время Великой депрессии. Архиепископ Афинагор знал, что ключом к успеху школы станет динамичный декан, чьё академическое и духовное руководство сделает из семинаристов — в большинстве своём сыновей необразованных иммигрантов — лидеров. Именно такого человека он нашел в архимандрите Афинагоре (Каввадасе). Его глубокая духовность в сочетании с чрезвычайно харизматичной личностью сделали его идеальным образцом для подражания для студентов, которые вскоре стали называть себя «Кавадакия». Однако к тому времени здания в Помфрете пришли в упадок, а территория заросла, и не было денег, чтобы нанять прислугу. Тогда студенты под присмотром декана и под присмотром повара — единственного сотрудника, не считая недавно нанятого преподавательского состава, — приступили к уборке, покраске, стрижке и всему остальному, что требовалось сделать до официального открытия 5 октября 1937 года.
Учреждение семинарии в Помфрете было смелым экспериментом, сопряжённым с трудностями. Особенно первый класс, но и более поздние классы пережили лишения, изоляцию и неуверенность в будущем. По словам священника Димитриоса Миахилдиса «Первый год был очень тяжёлым. Мы были изолированы. Быть первым классом в начале обучения в семинарии было непросто. У школы было очень мало денег, что было тяжёлым испытанием для всех. Денег было не так много ни на еду, ни на книги, ни на другие принадлежности. Люди из Бостона и Вустера приносили нам еду». Поступавшие были намерены провести всего два года в Помфрете, а затем завершить учёбу в Греции, но Вторая мировая война всё изменила. Они не могли ни поехать в Грецию, ни импортировать что-либо, например, необходимые учебники, поэтому научились печатать свои собственные книги. Нормирование в военное время означало нехватку продовольствия, поэтому они выращивали собственную продукцию и разводили домашний скот. Тем временем кампус сильно пострадал от урагана 1938 года и двух катастрофических пожаров, один из которых опустошил главное здание и уничтожил библиотеку, где хранилось 15 000 томов. Несмотря ни на что, учёба продолжалась. В 1939 году программа обучения была расширена с двух лет до пяти. Первый выпуск состоялся в 1942 году.
В октябре 1946 года Американской архиепархией после долгих поисков подходящего места было приобретено поместье в Бруклайне, штат Массачусетс, недалеко от Бостона. Главный дом стал административным зданием, конюшни были преобразованы в классные комнаты, а «Покой святого» («Saint’s Rest») стал известен как «Конголетейон» в честь крупного благотворителя. В 1953 году к особняку было пристроено крыло, в котором размещались студенты до строительства отдельного общежития в 1967 году, когда оно было преобразовано в офисные помещения. В 1947 году семинария переехала в Бруклайн из провинциального Помфрета чтобы учащиеся и преподаватели могли воспользоваться богатыми образовательными и культурными возможностями «Афин Америки». В течение следующих двадцати лет пятилетняя программа была расширена ещё больше, сначала до шести лет, а затем до семи, включив в себя курс обучения в колледже.
В качестве первого шага к получению полной аккредитации школа была зарегистрирована в 1968 году как Hellenic College, Inc., с четырёхлетней школой бакалавриата, Hellenic College, и высшей школой теологии, Греческой православной богословской школой Святого Креста. Греческий колледж получил свою первую аккредитацию в 1970 году, а полная десятилетняя аккредитация для всего учебного заведения была выдана в 1978 году. Богословская школа была также аккредитована Ассоциацией богословских школ США и Канады с 1974 года. Греческий колледж Святого Креста также участник Бостонского теологического института.